# Julián Ríos
Julián Ríos (n. Vigo; 1941) es un escritor español clasificado entre los más vanguardistas de su generación, de quien el novelista mexicano Carlos Fuentes ha dicho que se trata del «más inventivo y creativo» de los escritores de su nacionalidad. Sus dos primeros libros fueron elaborados a medias con el escritor mexicano Octavio Paz. Su obra más conocida, de corte experimental, fuertemente influida por la inventiva verbal de James Joyce, se publicó en 1983 con el título de Larva.
Más desconocida, aunque no menos importante, es su labor editorial, que desarrolló sobre todo en los años 70, en la Editorial Fundamentos de Madrid, donde creó la colección Espiral, en la que publicó a Thomas Pynchon, John Barth, Severo Sarduy y muchas otras figuras de la literatura hispanoamericana e internacional. Durante unos pocos números apareció también la publicación periódica Espiral/Revista.
Elsa Dennehin, de la Universidad Libre de Bruselas, define su trabajo: «El texto-palimpsesto como mosaico de una transtextualidad gozosa, inagotable, juegos de palabra y de ingenio de toda índole, un polilingüismo babélico.» Por otra parte, la obra de Ríos se halla inscrita en la "tradición de la ruptura", expresión de Octavio Paz. «'La tradición de la ruptura', que encabeza el ensayo Los hijos del limo (1974), define, según Paz, la modernidad poética, calificada también de polémica y heterogénea: se caracteriza por su culto a lo nuevo, o sea, al cambio, y por su 'pasión crítica' que conlleva 'una suerte de autodestrucción creadora'. Tal tradición que, según Roland Barthes, va en busca de un 'texto imposible', empieza con el gongorismo de las Soledades, va plasmándose a partir del romanticismo a través de una larga sucesión de ismos y culmina en el surrealismo, 'decisivo' tanto para Paz como para Ríos.»
Su última novela lleva por título Puente de Alma (2009).
Julián Ríos vive y trabaja habitualmente en Francia, en las afueras de París.